# Carlo Margottini
Carlo Margottini (Roma, 19 gennaio 1899 – Canale di Sicilia, 12 ottobre 1940) è stato un militare e marinaio italiano.
Prestò servizio con la Regia Marina durante la prima e la seconda guerra mondiale. Amico personale del Conte Galeazzo Ciano, genero di Mussolini.
Ufficiale intelligente, brillante e preparato, cadde in combattimento sul cacciatorpediniere Artigliere il 12 ottobre 1940, e gli fu conferita la Medaglia d'Oro al Valor Militare alla memoria.

## Biografia
Nacque a Roma il 19 gennaio 1899, figlio di Lorenzo, insegnante di musica e di Elisa Amador, casalinga. Cresciuto in Sudafrica, imparò perfettamente la lingua inglese. Arruolatosi nella Regia Marina dal 1913 al 1916 frequentò la Regia Accademia Navale di Livorno uscendone con il grado di guardiamarina, e partecipando alla prima guerra mondiale prestando servizio sulla corazzata Conte di Cavour, sull'esploratore Nibbio e su altre siluranti. Nel maggio 1917 venne promosso sottotenente di vascello e nel novembre 1918 tenente di vascello, diventando Aiutante di bandiera dell'ammiraglio Enrico Millo, governatore della Dalmazia. Nel 1927 venne promosso capitano di corvetta (comandando nel 1930-31 i sommergibili Goffredo Mameli e Domenico Millelire) e nel 1933 capitano di fregata ed ebbe il comando del Gruppo Sommergibili dell'Egeo, successivamente di una squadriglia torpediniere e nel 1935 fu comandante in 2^ dell'incrociatore pesante Bolzano.
Nel 1936 partecipò alla Conferenza Navale di Londra, in qualità di esperto militare, per conto del governo italiano. Durante la guerra civile spagnola, al comando dell'esploratore Lanzerotto Malocello dal 25 giugno 1936, con la protezione di Ciano, partecipò all'occupazione militare di Ibiza e di Maiorca e diede il suo apporto alla riorganizzazione politica e militare delle Baleari, venendo insignito della Croce di Cavaliere dell'Ordine militare di Savoia. Tra la fine del 1936 e l'inizio del 1937 comandò i due esploratori Nicolò Zeno e Alvise Da Mosto sempre per operazioni connesse alla guerra di Spagna. Al ritorno dalla Spagna venne promosso capitano di vascello (anzianità 1º gennaio 1938) e nominato Addetto Navale a Parigi, in Francia e dal 17 novembre 1939 comandò l'incrociatore pesante Fiume.
Allo scoppio della seconda guerra mondiale ebbe il comando della XI Squadriglia Cacciatorpediniere (già dal 27 aprile) con insegna sull'Artigliere al cui comando il 9 luglio 1940, a Punta Stilo, attaccò una formazione navale inglese con lancio di siluri a col cannone, ottenendo per questa azione la Medaglia di bronzo al valore militare. Nei mesi successivi effettuò varie missioni dalle basi di Messina e Augusta, da dove l'11 ottobre 1940, prese il mare con le unità della propria squadriglia impegnato in una ricerca notturna di una forza navale nemica segnalata nel canale di Sicilia, in un'azione coordinata e con le unità della I Squadriglia Torpediniere.

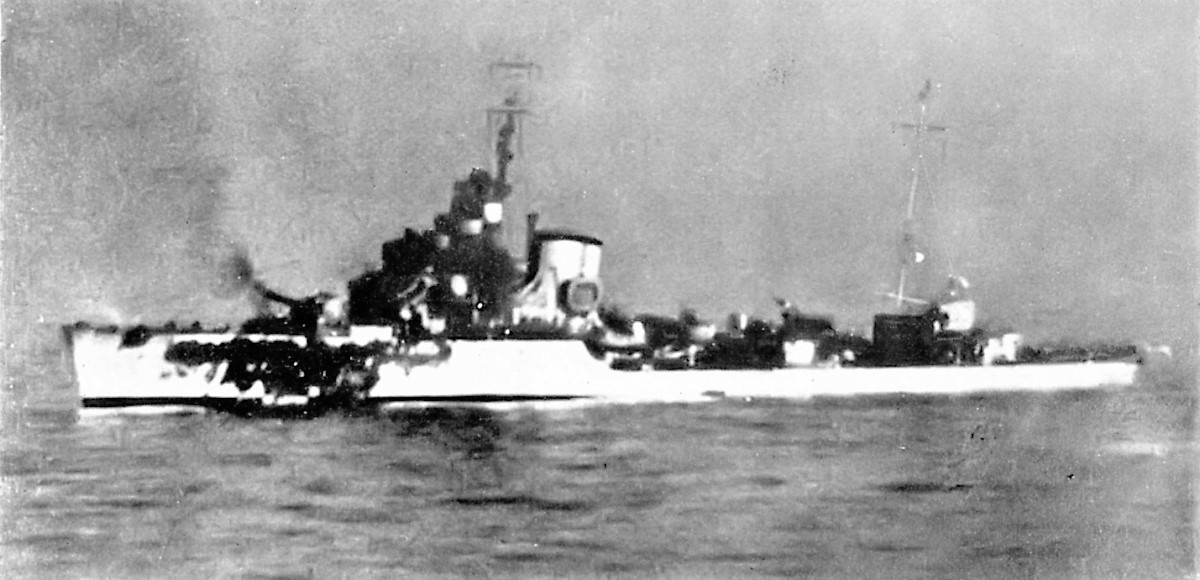
Il cacciatorpediniere Artigliere gravemente danneggiato durante lo scontro notturno del 12 ottobre 1940.

Nello scontro notturno che ne seguì, al largo di Capo Passero, la I Squadriglia Torpediniere e la XI Squadriglia Cacciatorpediniere attaccarono separatamente, in successione, l'incrociatore leggero britannico Ajax. Il primo attacco fu portato dalle torpediniere, ma non ebbe successo e si concluse con l'affondamento delle torpediniere Airone ed Ariel; attaccarono poi i cacciatorpediniere della XI Squadriglia, trovando però il nemico già all'erta. Dopo l'avvistamento del nemico, avvenuto alle ore 01,40, l'Artigliere attaccò l'Ajax lanciando un siluro (che non andò a segno) e sparando due salve da 120 mm (che colpirono l'incrociatore, causando seri danni ad un cannone da 102mm, al radar ed alla bussola); venne però investito da numerosi colpi in rapida successione, che scatenarono un grave incendio a prua, misero fuori uso l'apparato motore e parte dell'armamento, ed uccisero o ferirono oltre metà dell'equipaggio. Carlo Margottini, colpito gravemente, morì al suo posto di comando in plancia, continuando ad incitare al combattimento il suo equipaggio; insieme a lui cadde anche il suo assistente di squadriglia, il Tenente di Vascello Corrado Del Greco. Entrambi vennero decorati alla memoria con medaglia d'oro al valor militare.
Immobilizzato ed in preda alle fiamme, l'Artigliere venne preso a rimorchio dal gemello Camicia Nera, nel tentativo di portarlo in salvo; verso le 8, con il sopraggiungere di forze aeronavali britanniche, il Camicia Nera dovette mollare il rimorchio, abbandonando il gemello al suo destino. Alle ore 09.05 l'Artigliere fu affondato dall'incrociatore pesante HMS York circa 50 miglia a Est di Capo Passero.
La morte di Margottini fu ricevuta da tutta la Marina con vivissimo e commosso rimpianto, essendo in vita stimato ed amato da tutti. Nel dopoguerra la Marina Militare Italiana ha intitolato due navi a Carlo Margottini: una fregata classe Bergamini (F 595), in servizio dal 1962 al 1988, ed una fregata missilistica (F 592) della classe FREMM.